# Německý podzim
Německý podzim (německy Deutscher Herbst) byla série násilných událostí, která se odehrála převážně ve druhé polovině roku 1977. Vrcholem byl únos a vražda průmyslníka Hannse Martina Schleyera, prezidenta Konfederace německých zaměstnavatelů (BDI) krajně levicovou Frakcí Rudé armády a únos letadla Lufthansa, který provedla Lidová fronta pro osvobození Palestiny (LFOP). Únosci letadla požadovali propuštění deseti členů RAF z vězení ve Stammheimu, dvou členů LFOP vězněných v Turecku a 15 mil. USD výměnou za propuštěné rukojmí. Prologem Německého podzimu byla vražda Siegfrieda Bubacka, generálního prokurátora Západního Německa 7. dubna 1977, a neúspěšný pokus o únos a následná vražda Jürgena Ponta 30. července 1977; události končí 18. října osvobozením rukojmí v Mogadišu, smrtí vůdčích osobností RAF v jejich vězeňských celách a smrtí Schleyera.
Pojem Německý podzim je inspirován filmem z roku 1978 Německo na podzim (německy Deutschland im Herbst), který je koláží krátkých filmů reportážního formátu. Film přibližuje nálady ve společnosti v době aktivity RAF a nabízí různé pohledy na situaci. Režiséry byli: Heinrich Böll, Hans Peter Cloos, Rainer Werner Fassbinder, Alexander Kluge, Maxmiliane Mainka, Edgar Reitz, Katja Rupéová, Volker Schlöndorff, Peter Schubert a Bernhard Sinkel. Alexander Kluge a Beate Mainka-Jellinghausová film sestříhali.

## Zavraždění Siegfrieda Bubacka
Siegfried Buback, nejvyšší prokurátor Západního Německa, byl zastřelen 7. dubna 1977 v autě spolu s řidičem Wolfgangem Göbelem a justičním úředníkem Georgem Wursterem, když uvízl v nastražené pasti při cestě z domova v Neureutu k Nejvyššímu soudu v Karlsruhe.
Za účast na vraždě byli obviněni a potrestáni čtyři členové RAF: Christian Klar, Knut Folkerts, Günter Sonnenberg a Brigitte Mohnhauptová. Bývalí členové RAF Peter-Jürgen Boock a Verena Beckerová v roce 2007 prohlásili, že ze zbraně, kterou byl Buback zavražděn, střílel jiný člen RAF - Stefan Wisniewski .

## Únos a vražda Jürgena Ponta
Jürgen Ponto, ředitel Dresdner Bank, byl 30. července 1977, zastřelen ve svém domě v Oberurselu, když selhal pokus o únos, jehož se účastnili Brigitte Mohnhauptová, Christian Klar a Susanne Albrechtová, která byla sestrou Pontovy kmotřenky.

## Únos Hannse Martina Schleyera

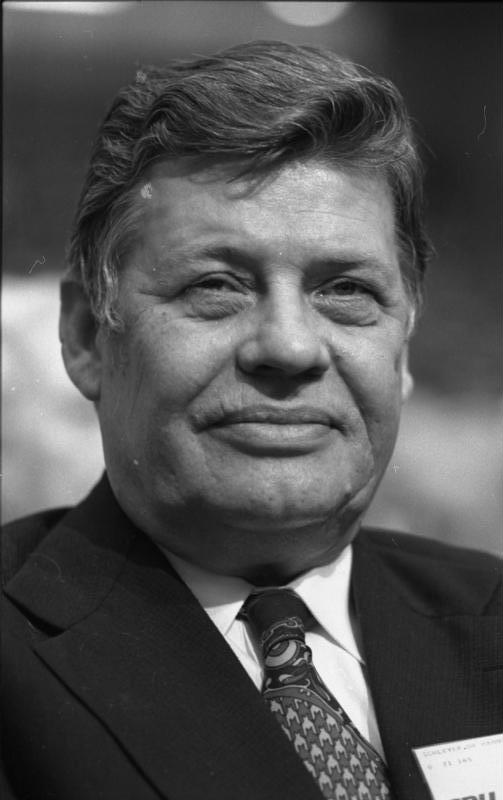
Hanns Martin Schleyer (1973)

Komando RAF zaútočilo 5. září 1977 v Kolíně nad Rýnem na automobil vezoucí Hannse Martina Schleyera, prezidenta svazu německých zaměstnavatelů. Jeho řidič Heinz Marcisz (41 let) byl donucen zastavit, když se před ním ve vozovce náhle objevil dětský kočárek. Za nimi jedoucí policejní doprovod nebyl schopen včas zastavit a narazil do Schleyerova vozu. Čtyři (možná i pět maskovaných členů RAF) zahájilo palbu automatů a automatických pistolí do obou vozidel a zabili Marcisze a dvacetiletého policejního důstojníka, Rolanda Pielera, který seděl na zadním sedadle Schleyerova vozu. Zabit byl také řidič policejního vozu Reinhold Brändle (41 let) a třetí policejní důstojník Helmut Ulmer (24 let). Brändle a Pieler zemřeli v krupobití kulek, když byli zasaženi dvaceti střelami. Schleyer byl unesen a zprvu držen v bytě pronajatém v rezidenční čtvrti poblíž Kolína nad Rýnem. Byl donucen vyzvat středolevou západoněmeckou vládu vedenou Helmutem Schmidtem, aby výměnou za něj propustila vězněné členy první generace RAF. Pokusy policejních vyšetřovatelů najít místo, kde je Schleyer zadržován, nebyly úspěšné.
Tři z uvězněných teroristů byli 18. října 1977 nalezeni mrtví ve svých celách, v odvetě únosci převezli Schleyera z Bruselu a na cestě do Mylhúz jej zastřelili. Zelené Audi 100 s jeho tělem zanechali v ulici Charlese Péguyho. Poté, co teroristé telefonicky upozornili německou tiskovou agenturu ve Stuttgartu, bylo Schleyerovo tělo 19. října v autě nalezeno.

## Únos letadlaLandshut

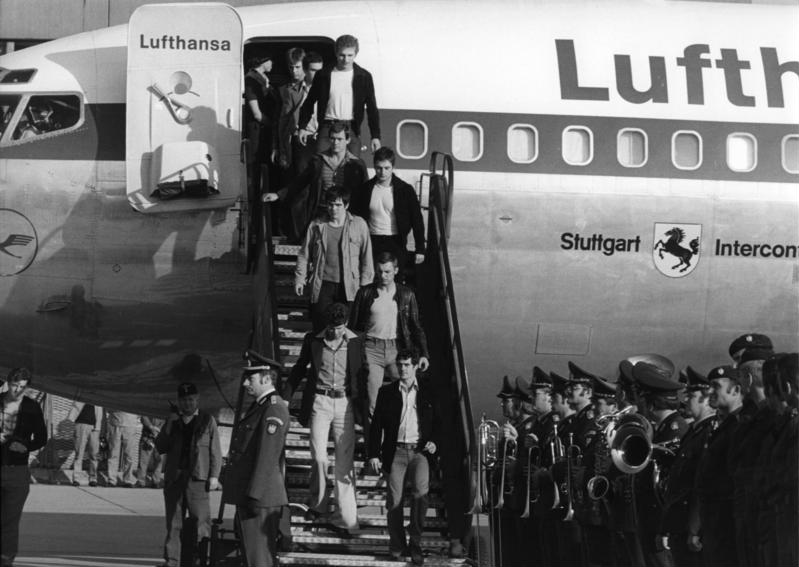
“Stuttgart” přistál na Letišti Kolín/Bonn 18. října 1977 s týmem GSG9 a rukojmími (foto Ludwig Wegmann)

Po zkušenostech s únosem Petera Lorenze o dva roky dříve se ukázalo zřejmým, že vláda není ochotna k další výměně vězňů. Ve snaze zvýšit na vládu tlak teroristé vyvolali další krizi a 13. října s pomocí Lidové fronty pro osvobození Palestiny unesli letadlo Landshut. Po dlouhém putování Arabským poloostrovem a vraždě kapitána letadla Jürgena Schumanna, přistálo letadlo s rukojmími a únosci v hlavním městě Somálska Mogadišu.
Po politických jednáních se somálským vůdcem Siadem Barre dostala západoněmecká vláda souhlas k útoku na letadlo Lufthansy. Útok provedla 18. října protiteroristická jednotka GSG9, která byla zformována po masakru v Mnichově. Jen jeden člen komanda a jeden člen posádky byli zraněni, z únosců přežila pouze Souhaila Andrawesová.
Tři z uvězněných teroristů – Gudrun Ensslinová, Jan-Carl Raspe a Andreas Baader – byli téže noci nalezeni mrtví v jejich celách. Vyšetřování potvrdilo, že věznění členové RAF spáchali sebevraždu: Baader a Raspe se zastřelili pistolemi, které do přísně střeženého vězení propašoval jejich právník Arndt Müller, Ensslinová se oběsila. Irmgard Möllerová přežila, když si poranila hrudník čtyřmi ranami nožem. Později o sebevraždách prohlásila, že se jednalo o mimosoudní popravu. Ingrid Schubertová byla nalezena 12. prosince ve své cele oběšená.

## Reakce politiků
Mezi německými politickými stranami vyvolaly podzimní události těžké střety. Opoziční CDU/CSU podezírala vládnoucí koalici SPD/FDP pod vedením kancléře Schmidta, že je ideologicky blízko levicovým teroristům. Naopak politici vládnoucí koalice obviňovali opozici ze snahy využít příležitosti a tichou cestou proměnit Německo v policejní stát.
Nehledě na vzájemné konflikty, opozice souhlasila s ustanovením Schmidta jako předsedy během formování velkého krizového štábu (Großer Krisenstab), dočasné vlády sestavené na počátku (6. září 1977) Schleyerova únosu, která zahrnovala politiky všech stran zastoupených v Bundestagu. Historik Wolfgang Kraushaar nazval vládu trvající 45 dnů (od 6. září 1977) nevyhlášeným výjimečným stavem. Spolupráce mezi stranami vyústila v Kontaktsperre - zákon, který znemožňoval teroristům RAF přístup k tisku, televizi, rádiu a zakazoval jim veškeré návštěvy včetně návštěv rodinných příslušníků a advokátů.